# Fabrizio Manfredi
Fabrizio Manfredi (Roma, 20 dicembre 1967) è un doppiatore, dialoghista e direttore del doppiaggio italiano.

## Biografia
Ha iniziato a doppiare quando aveva 5 anni. È cugino degli attori e doppiatori Massimiliano Manfredi, Sandro Acerbo, Maurizio Ancidoni e Rossella Acerbo.
È noto soprattutto per aver prestato voce a Joshua Jackson, Ewan McGregor, Edward Furlong, Giovanni Ribisi, Topher Grace, Jay Mohr, Jared Leto, Freddie Prinze Jr., Daniel Brühl, Chris O'Donnell; a Casper Van Dien in Starship Troopers - Fanteria dello spazio; a Thomas Ian Nicholas nella saga di American Pie; a Leigh Whannell nella serie di film Insidious; a Frédéric Diefenthal nella serie di film Taxxi; a Matt Damon in Salvate il soldato Ryan di Steven Spielberg; a Johnny Depp in Edward mani di forbice di Tim Burton; a Tobey Maguire in Le regole della casa del sidro; a Gary Coleman nel telefilm cult Il mio amico Arnold; a Eddie Cibrian in Squadra emergenza; a Joshua Jackson al personaggio di Peter Bishop in Fringe, ma soprattutto al personaggio di Philip J. Fry nella versione italiana del cartone animato Futurama creato da Matt Groening, di Henry Pym nel cartone Avengers - I più potenti eroi della Terra come prima voce, di Megavolt del cartone animato Disney Darkwing Duck e nella serie DuckTales del 2017, del Principe Derek nel film d'animazione L'incantesimo del lago e a Micheal-Jamal Warner ne I Robinson. Dal 2010 ha doppiato Tyler in A tutto reality.
È stato direttore e dialoghista del doppiaggio di vari film come Pandorum - L'universo parallelo, Conan - The Barbarian, Resident Evil - Retribution e Pacific Rim; direttore del doppiaggio anche nei telefilm cult come Paso adelante e Sherlock, noto anche come dialoghista nei telefilm come Desperate Housewives - I segreti di Wisteria Lane, Merlin, Lipstick Jungle, Gossip Girl e The Musketeers.

### Vita privata
Ex marito della collega Francesca Fiorentini, ha due figlie.

## Doppiaggio

### Cinema
- Thomas Ian Nicholas in American Pie, American Pie 2, American Pie - Il matrimonio, American Pie: Ancora insieme, Le regole dell'attrazione
- Casper Van Dien in Starship Troopers - Fanteria dello spazio, Starship Troopers 3 - L'arma segreta, La maledizione di Tutankhamon, Mask of the Ninja, The 2nd - Uno contro tutti
- Leigh Whannell in Saw - L'enigmista, Insidious, Oltre i confini del male - Insidious 2, Insidious 3 - L'inizio
- Leonardo DiCaprio in Pronti a morire, Ritorno dal nulla, La stanza di Marvin, La maschera di ferro
- Joshua Jackson in Magia nel lago, Cruel Intentions - Prima regola non innamorarsi, Ducks - Una squadra a tutto ghiaccio, The Skulls - I teschi
- Ewan McGregor in Piccoli omicidi tra amici, Emma, Una vita esagerata, Little Voice - È nata una stella
- Edward Furlong in Terminator 2 - Il giorno del giudizio, Animal Factory, Prima e dopo, I cavalieri che fecero l'impresa
- Giovanni Ribisi in SubUrbia, Gli infiltrati, The Gift - Il dono , Sky Captain and the World of Tomorrow
- Topher Grace in Ocean's Eleven - Fate il vostro gioco, Ocean's Twelve, Spider-Man 3, Take Me Home Tonight, Interstellar
- Lucas Black in Jarhead, The Fast and the Furious: Tokyo Drift, Legion, Fast & Furious 7, Fast & Furious 9
- Frédéric Diefenthal in Taxxi, Taxxi 2, Taxxi 3, Taxxi 4
- Jay Mohr in Jerry Maguire, Io, lei e i suoi bambini, Romantici equivoci
- Jared Leto in L'ultimo dei grandi re, Urban Legend, Fight Club
- Bradley Cooper in A proposito di Steve, Prossima fermata: l'inferno
- Jonah Hill in Cocco di nonna, Un'impresa da Dio
- Christopher Serrone e Michael Imperioli in Quei bravi ragazzi
- Jake Gyllenhaal in Cielo d'ottobre
- Brad Renfro ne L'allievo
- Matt Damon in Salvate il soldato Ryan
- Noah Taylor in Vanilla Sky
- Johnny Depp in Edward mani di forbice
- Chris Evans in La notte non aspetta
- Kirk Cameron in Tale padre tale figlio
- Alessandro Nivola in Jurassic Park III
- Tobey Maguire in Le regole della casa del sidro
- Ricky Paull Goldin in Piraña paura
- Norman Reedus in The Boondock Saints - Giustizia finale
- Frank Giering in Funny Games
- Casey Siemaszko in Stand by Me - Ricordo di un'estate
- Henry Thomas in Vento di passioni
- Ben Easter in Leggenda mortale
- Nick Swardson in Mia moglie per finta
- Robert MacNaughton in E.T. l'extra-terrestre
- C. Thomas Howell in I ragazzi della 56ª strada
- Josh Hamilton in Alive - Sopravvissuti
- Pierre Besson in La magia dell'arcobaleno
- Marco Leonardi in Nuovo Cinema Paradiso
- Adam Garcia in I ragazzi della mia vita
- Shawn Roberts in Fuori controllo
- Adrian Curran in C'era una volta in America
- Jake Hoffman in Cambia la tua vita con un click
- Doug Hutchison in Il miglio verde
- Glenn Erland Tosterud in Troll Hunter
- Seth Gabel in Il codice da Vinci
- Joseph Perrino in Sleepers
- Grzegorz Damiecki in Schindler's List - La lista di Schindler
- Raoul Bova in Piccolo grande amore
- William McNamara in Opera
- Ben Cornish in Scary Movie V
- Ross Thomas in In due per la vittoria
- Steve Zahn in L'alba della libertà
- Robin Dunne in Cruel Intentions 2 - Non illudersi mai
- Bear Grylls in Arthur the King - Insieme a ogni costo
- Haley Joel Osment in Un tipo imprevedibile 2

### Film d'animazione
- Principe Derek ne L'incantesimo del lago, L'incantesimo del lago 2 - Il segreto del castello e L'incantesimo del lago 3 - Lo scrigno magico
- Scooter ne I Muppet e il mago di Oz, A Muppets Christmas: Letters To Santa, I Muppet, Muppets 2 - Ricercati, Muppets Haunted Mansion - La casa stregata
- Galger in Gaya
- Rock in Metropolis
- Kyle Broflovski in South Park - Il film: più grosso, più lungo & tutto intero
- Osanai Morio in Paprika - Sognando un sogno
- Van Fanel in Escaflowne - The Movie
- Gaxton in Onward - Oltre la magia
- Ozzy in Ozzy - Cucciolo coraggioso
- Papà in Apollo 10 e mezzo
- Aviatore Diaz in Lightyear - La vera storia di Buzz
- Gunther Melmac in Elio

### Serie televisive
- Dallas Roberts in The Walking Dead
- Luke Pasqualino in The Musketeers
- José Paul in Il commissario Cordier
- Alex Désert in Flash
- Gary Coleman in Il mio amico Arnold
- Andrew Scott in Sherlock
- Malcolm-Jamal Warner in I Robinson
- Mark-Paul Gosselaar in Bayside School
- Joshua Jackson in Fringe
- Kirk Cameron in Genitori in blue jeans
- Steve Zahn in Friends
- William Miller in Paso adelante
- Bear Grylls in Bear Grylls: L'ultimo sopravvissuto
- Michael Cram in Flashpoint
- Scott Grimes in Band of Brothers - Fratelli al fronte
- Reed Diamond in Homicide
- Daniel Sunjata in Grey's Anatomy
- Joel David Moore in Forever
- Ty Miller in I ragazzi della prateria
- Shawn Ashmore in 1-800 Missing
- Omid Abtahi in Last Resort
- Richard Hammond in The Grand Tour
- Malcolm Goodwin in iZombie
- Max Brown in The Royals
- Steve Talley in The 100
- Nicolás Scarpino in La forza dell'amore
- Manuel Carrillo in Marilena
- Johnny Pemberton in Fallout
- Eric Mabius in The L Word[1]
- James D'Arcy in Constellation

### Serie animate
- Scooter in Muppet Show (ridoppiaggi 2007 e 2021), I Muppet, Muppet Babies ed Ecco i Muppet
- Tyler in A tutto reality - L'isola, A tutto reality - Azione!, A tutto reality - il tour
- Megavolt in Darkwing Duck, DuckTales
- Philip J. Fry in Futurama, I Simpson
- Priamo, Achille, Pan, Tritone, Tantalo, Perseo, Eracle e Oreste in C'era una volta... Pollon[2]
- Ataru Moroboshi (episodi 15-16, 21-28, 53-66) e vari personaggi in Lamù, la ragazza dello spazio[3]
- Pip Pirrup (1ª voce), Kyle Broflovski (2ª voce) e Leonardo DiCaprio in South Park
- Theo Robinson / Malcolm-Jamal Warner, Kirk Cameron, Scooter e David Spade ne I Griffin[4]
- Hank Pym in Avengers - I più potenti eroi della Terra
- Carl Chryniszzswics in Johnny Bravo
- Mario in Ti voglio bene Denver
- Scrappy-Doo nei cartoni di Scooby Doo
- Frate Tuck ne Il giovane Robin Hood
- Fischietto ne  Le avventure del bosco piccolo
- Lumachino in Mucca e Pollo
- Bubba in DuckTales - Avventure di paperi
- Arturo in Le Superchicche
- voci aggiunte in Camp Lazlo
- Rad Heeler in Bluey
- Luis in Carol e la fine del mondo
- Hyohen Yu in Blue submarine no. 6
- Keisuke Takahashi in Initial D
- Kojiro in Kojiro
- Hiroshi in Carletto il principe dei mostri
- TomTom in Flo la piccola Robinson
- Van Fanel in I cieli di Escaflowne
- Shiro Kabuto in Mazinga Z
- Teppei in B't X - Cavalieri alati
- Ōgi Kaname in Code Geass: Lelouch of the Rebellion
- Matthieu in Eureka Seven
- Zazie the beast in Trigun
- Fei Long in Street Fighter II V
- Philip Callaghan in Holly e Benji
- Arthur Buttman in Lady Georgie
- Baron "Red" Hughes in Skyhawks - Pattuglia volante
- Marcus in Arcane

### Videogiochi
- Philip J. Fry in Futurama[5]
- TD-54 in Disney Infinity 3.0 (2015)[6]
- Fetta al Latte, Kinder Paradiso in Kinder Fresh Adventures

## Filmografia
- Inverno al mare, regia di Silverio Blasi – miniserie TV, puntata 1 (1982)
- Wind Back, regia di Andrea Carrino – cortometraggio (2017)

## Radio
- Eros in Eros per tre (sceneggiato, Rai Radio 2, 2000)
- Vladimir "Vadim" de Maslov in Mata Hari (sceneggiato, Rai Radio 2, 2003)